# Grand prix Lamonica de neurologie
Le Grand prix Lamonica de neurologie est une récompense scientifique décernée par l'Académie des sciences et la Fondation pour la recherche biomédicale (PCL) depuis 2009. Appellation ancienne : prix de la Fondation pour la recherche biomédicale (PCL).
Ce prix annuel de neurologie est attribué à un(e) scientifique, sans condition de nationalité, travaillant dans un laboratoire français. Le prix est doté de 115 000 € ; un montant de 15 000 € est destiné au lauréat et les 100 000 € restants permettent de contribuer à la participation au financement d’un post-doctorat,.

## Lauréats
- 2024 : Stéphanie Baulac de l’Institut du cerveau (CNRS/Inserm/AP-HP Hôpital de la Pitié Salpêtrière)[3]
- 2023 : Anne-Lise Giraud-Mamessier, professeure à l’Institut Pasteur, directrice de l’Institut de l’Audition et de l’IHU reConnect[4].
- 2022 : Jean-Philippe Pin, directeur de recherche au CNRS, Université de Montpellier 2, Institut de génomique fonctionnelle à Montpellier[5].
- 2021 : Giovanni Marsicano, chercheur à l’INSERM, chef d’équipe du groupe « Endocannabinoïdes et neuroadaptation » au Neurocentre Magendie à Bordeaux[6].
- 2019 : Étienne Koechlin, directeur de recherche à l’Institut national de la santé et de la recherche médicale (Inserm), et directeur du Laboratoire de neurosciences cognitives et computationnelles, Inserm et École normale supérieure-PSL, Paris.
- 2018 : Alexandra Durr, Professeure d'université, Coordinatrice du centre de référence neurogénétique des maladies rares
- 2017 : Pierre Paoletti, Responsable de l'équipe « Récepteurs du Glutamate et Synapses Excitatrices » à l'IBENS
- 2016 : Lionel Naccache
- 2015 : Pier-Vincenzo Piazza
- 2014 : Christophe Mulle, Directeur de recherche au CNRS et co-directeur de l'équipe « Synapse et circuits neuronaux » à l'IINS.
- 2013 : Jean-Antoine Girault, Chef d’équipe, Directeur de Recherche Inserm (DRCE)
- 2012 : Brigitte Kieffer
- 2011 : Alexis Brice, Institut du Cerveau, Hôpital Pitié-Salpêtrière
- 2010 : Antoine Triller